# Флоріка Букур
Флоріка Букур (18 травня 1959) — румунська академічна веслувальниця.
Бронзова призерка Олімпійських Ігор 1980 року в складі вісімки.